# أليسا نيكول باليت
أليسا نيكول باليت (من مواليد 8 ديسمبر 1985) هي عارضة أزياء وممثلة وسيدة أعمال كندية. وهي المالكة السابقة لمتجر «ذا سويت أونز» لبيع المنتجات القديمة في مدينة نيويورك. اشتهرت بحياتها المهنية القصيرة كممثلة وعارضة أزياء في المملكة المتحدة، وقد تم تصويرها من قبل العديد من المصورين المعروفين، بما في ذلك باتريك ديمارشيلير ومصور لوس أنجلوس جوش رايان لدى مجلة بلاي بوي.

## سيرة شخصية
وُلدت في مدينة سانت جونز، نيوفاوندلاند، ونشأت في جنوب أونتاريو. درست صناعة الأفلام في أكاديمية نيويورك للأفلام في لندن وكذلك في مدينة نيويورك. كما درست التمثيل في نيويورك في معهد استوديو ستيلا أدلر للتمثيل.

## متجر ذا سويت أونز
في عام 2009 وفي سن الـ 24، افتتحت متجر «ذا سويت أونز» لبيع المنتجات القديمة في الجانب الشرقي من مدينة مانهاتن. حاز المتجر على ثناء العديد من نقاد الموضة وظهر في مجلات مثل هاربر بارزا ونايلون، ومجلة بيبر. اختارت مجلة تايم أوت المتجر لإصدارها كـ«أفضل متاجر مستقلة» في عام 2010، وتم تصنيفها على أنها اختيار من النقاد في مجلة نيويورك. تم إغلاق المجر بعد أن تم إخلاؤها في عام 2010.

## روابط خارجية
- أليسا نيكول باليت على موقع IMDb (الإنجليزية)
- أليسا نيكول باليت على موقع ألو سيني (الفرنسية)
- أليسا نيكول باليت على موقع تيرنر كلاسيك موفيز (الإنجليزية)
- أليسا نيكول باليت على موقع قاعدة بيانات الفيلم (الإنجليزية)